# سامسونگ اس‌جی‌اچ-آی۶۳۷
سامسونگ اس‌جی‌اچ-آی۶۳۷ یک‌نمونه از گوشی‌های تلفن همراه سری I شرکت سامسونگ می‌باشد  که توسط همین شرکت به بازار عرضه شده‌است.